# Queen of Rain
Queen of Rain, skriven av Per Gessle och Mats "MP" Persson, är den andra singeln av den svenska popduon Roxettes album, Tourism: Songs from Studios, Stages, Hotelrooms & Other Strange Places från 1992.
Den skrevs ursprungligen och spelades in för det framgångsrika albumet Joyride. Den var ursprungligen tänkt som avslutningsspår, men ersattes av Perfect Day. Istället blev den avslutningsspåret på albumet Tourism: Songs from Studios, Stages, Hotelrooms & Other Strange Places från 1992.

## Låtlista
1. Queen of Rain
2. It Must Have Been Love (Live)
3. Paint (Live)
4. Pearls of Passion

Den brittiska versionen innehöll en 15-minutersintervju från promo-CD:n "Talking about Tourism".

## Listplaceringar
| Lista (1992-1993) | Position |
| ----------------- | -------- |
| Nederländerna     | 20       |
| Schweiz           | 27       |
| Sverige           | 12       |

### Fotnoter
1. ↑  ”Roxette”. Arkiverad från originalet den 24 augusti 2011. https://web.archive.org/web/20110824031633/http://www.roxette.se/discography.php. Läst 22 maj 2011.
2. ↑  ”Listplacering”. http://dutchcharts.nl/showitem.asp?interpret=Roxette&titel=Queen+Of+Rain&cat=s. Läst 22 maj 2011.
3. ↑  ”Listplacering”. http://hitparade.ch/showitem.asp?interpret=Roxette&titel=Queen+Of+Rain&cat=s. Läst 22 maj 2011.
4. ↑  ”Listplacering”. http://swedishcharts.com/showitem.asp?interpret=Roxette&titel=Queen+Of+Rain&cat=s. Läst 22 maj 2011.